# Brama Portowa II
Brama Portowa II – szczeciński budynek biurowy klasy A, zlokalizowany na narożniku alei Niepodległości z placem Brama Portowa, na terenie osiedla Centrum, w dzielnicy Śródmieście. Brama Portowa II jest obiektem wyróżnionym certyfikatem LEED Platinum.

## Historia
Od lat 80. XX wieku do 2008 r. na miejscu dzisiejszego biurowca znajdowały się prowizoryczne pawilony i kioski handlowe, zwane „Kogucikami”. W grudniu 2008 r. spółka CR Group sprzedała działkę firmie Inter IKEA Centre Polska. Nowy właściciel rozpoczął prace budowlane w styczniu 2011 r. Ukończony budynek oddano do użytku w listopadzie 2012 r.
Pod koniec stycznia 2021 r. biurowiec Brama Portowa II wraz z sąsiednim Brama Portowa I sprzedano austriackiemu funduszowi FLE SICAV FIS. 

## Opis
Brama Portowa I to siedmiokondygnacyjny, wolnostojący, modernistyczny budynek biurowy. Kondygnacja podziemna mieści parking. Na parterze zlokalizowano przestrzeń usługową, natomiast na wyższych piętrach pomieszczenia biurowe. Elewacja budynku od strony alei Niepodległości 12-osiowa. 